# Czasówka drużynowa UCI ProTour
Drużynowa jazda na czas w Eindhoven - to wyścig kolarski, zaliczany do serii UCI ProTour, rozegrany po raz pierwszy 19 czerwca 2005. Zawody te odbyły się w holenderskim Eindhoven. Ponieważ jazda drużynowa na czas odbywa się na dwa tygodnie przed startem wyścigu Tour de France, jest traktowana jako idealny sprawdzian przygotowawczy. UCI przewiduje, że zawody te będą co roku odbywać się w innym miejscu, jednak druga i trzecia edycja również odbyły się w Eindhoven.

## Zwycięzcy
- 2005 Team Gerolsteiner
- 2006 Team CSC
- 2007 Team CSC